# Phallus impudicus
El falo hediondo (Phallus impudicus) es un hongo común en Europa, Norteamérica, y algunas regiones de Sudamérica, fácilmente reconocible cuando está maduro por su mal olor y su forma fálica. Crece sobre suelos húmedos y ricos en restos vegetales, como bosques y jardines con abundante vegetación. Los cuerpos fructíferos aparecen desde el verano hasta el final del otoño, generalmente agrupados. 
El estípite es largo y blanco, con retículos, coronado por un sombrerete cónico, recubierto por la gleba, de color verde oscuro, fétida y viscosa. En su base hay una volva rosada, resto del velo que lo recubre en las primeras fases de su desarrollo. A pesar de su mal olor cuando está desarrollado, este hongo no es venenoso, y en su etapa juvenil, cuando el velo aún no se ha abierto, es consumido en algunos lugares de Francia y Alemania. 
Su olor penetrante, a carne en putrefacción, atrae a las moscas, que son las que diseminan sus esporas. En años de gran fructificación, el olor es perceptible a distancia.
Sus esporas miden de 3-4.5 x 1-2µm, son elípticas, lisas e incoloras.

## Taxonomía
En 1597, el botánico John Gerard, en su Historia General de las Plantas lo llamó pricke mushroom o fungus virilis penis effigie, y John Parkinson lo mostraba bajo el nombre de herramienta de los holandeses o phallus hollandicus en su Teatrum botanicum de 1640. Carlos Linneo fue el autor del nombre científico que actualmente se le da a esta especie. Su epíteto específico, el término en latín impudicus, significa "impúdico", "falto de vergüenza".

## Galería

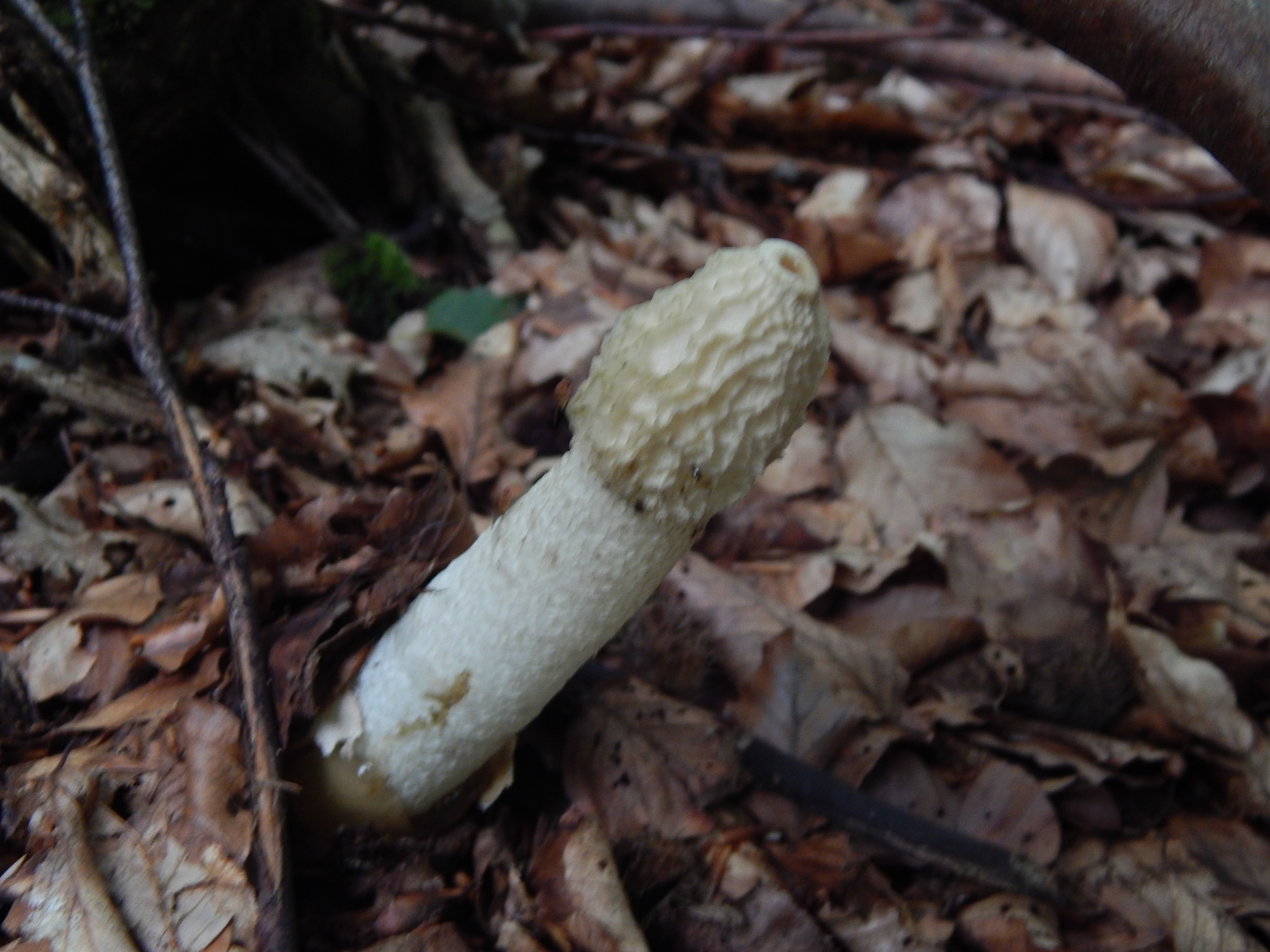
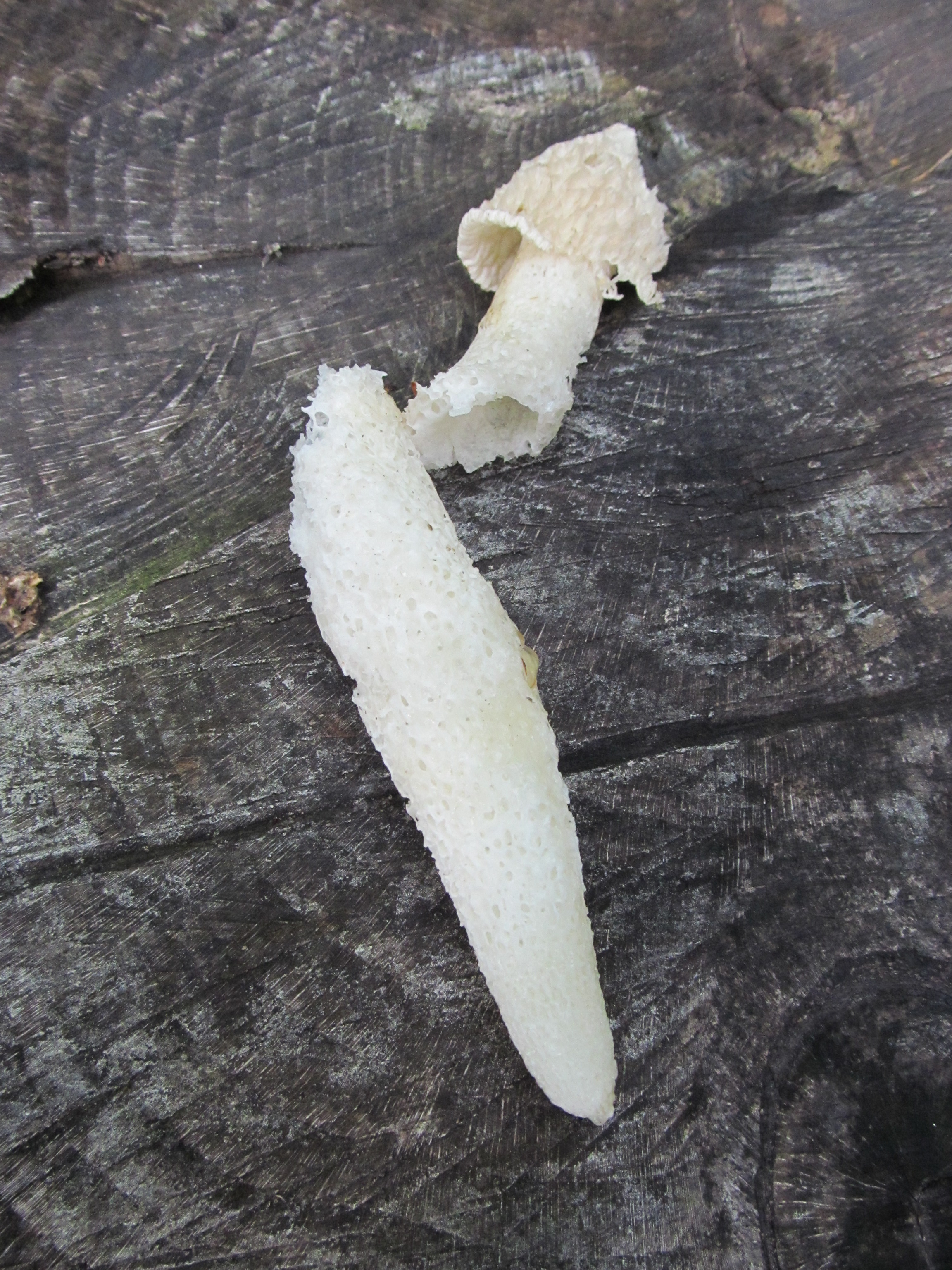
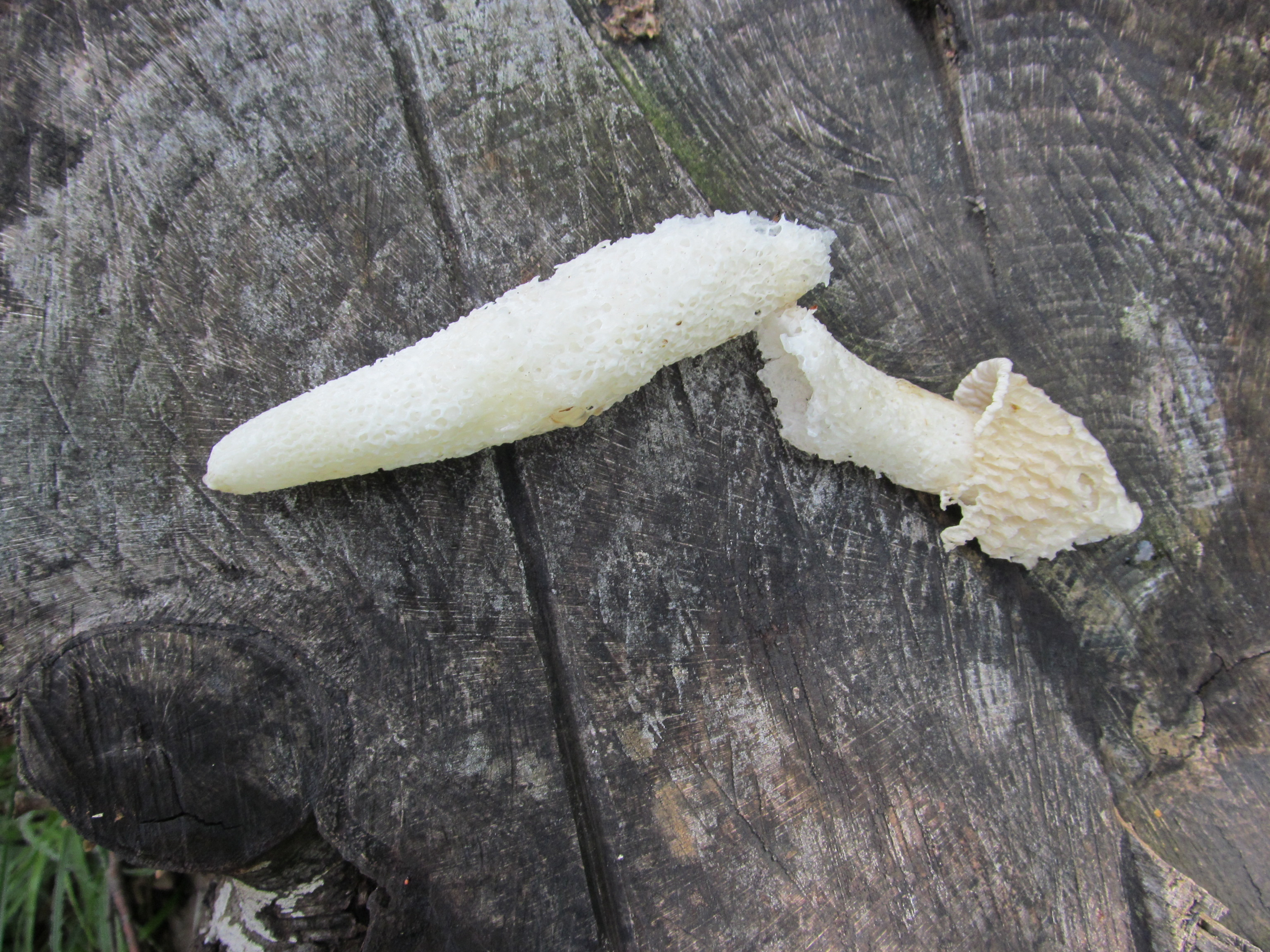
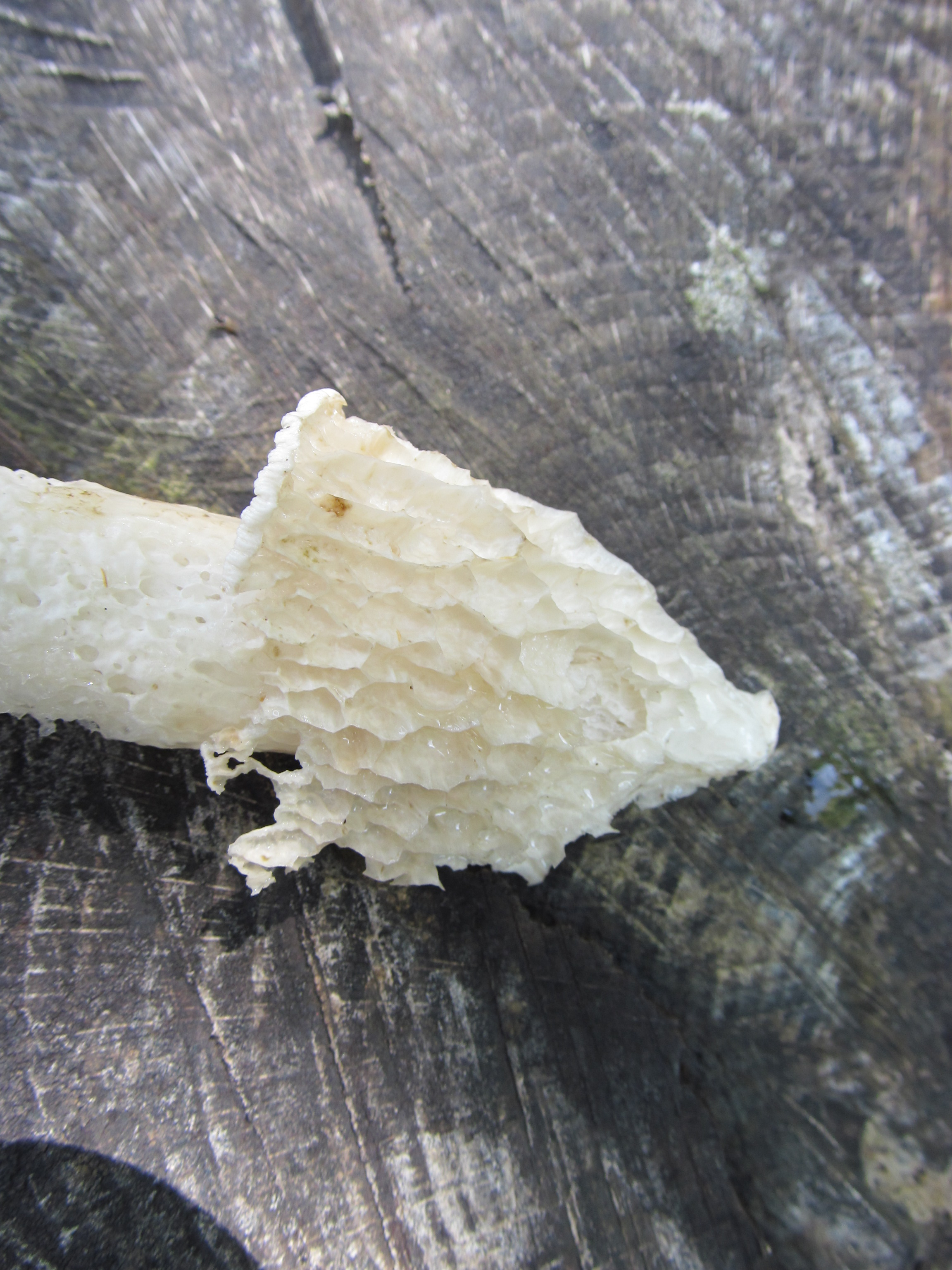
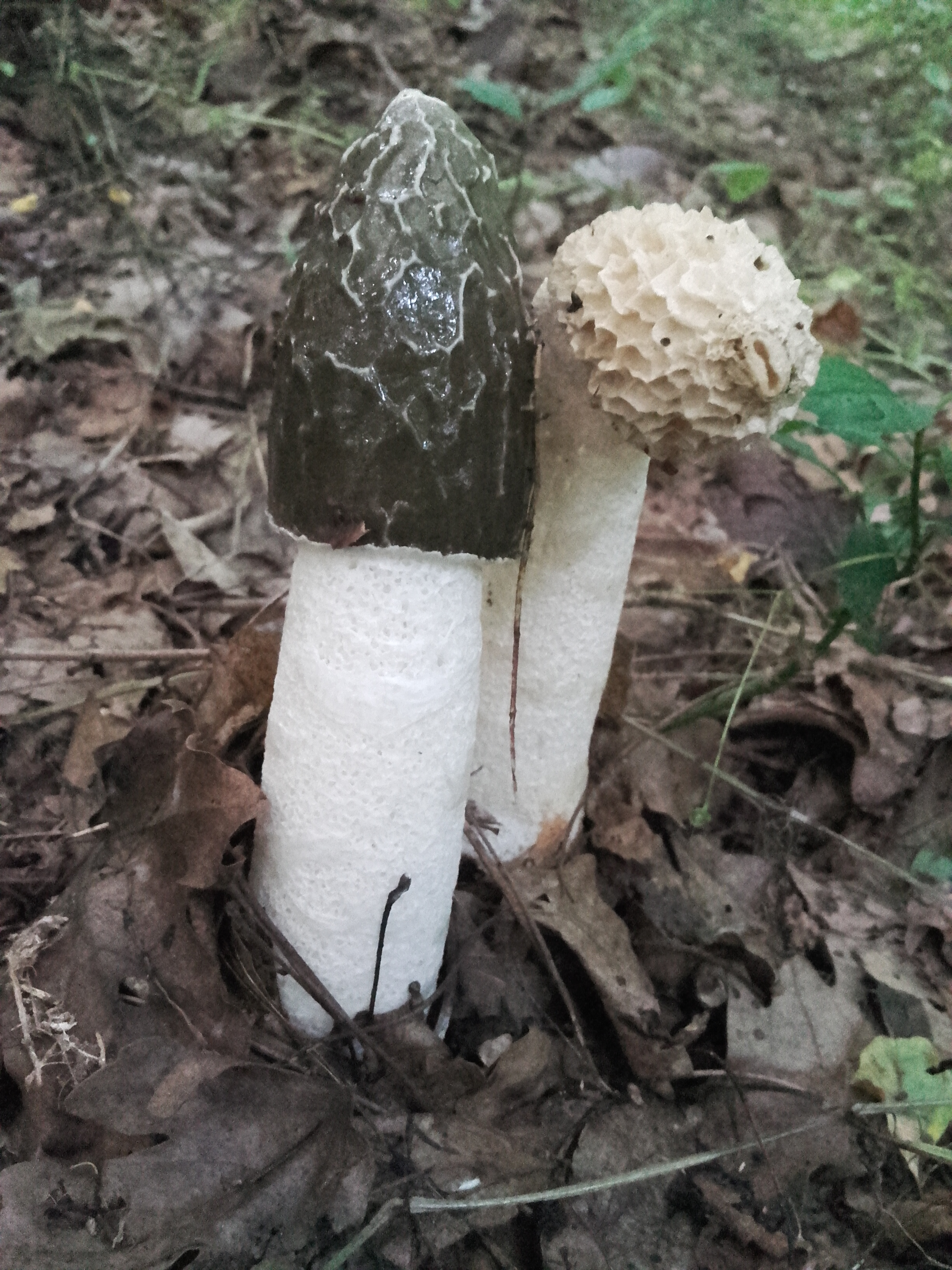
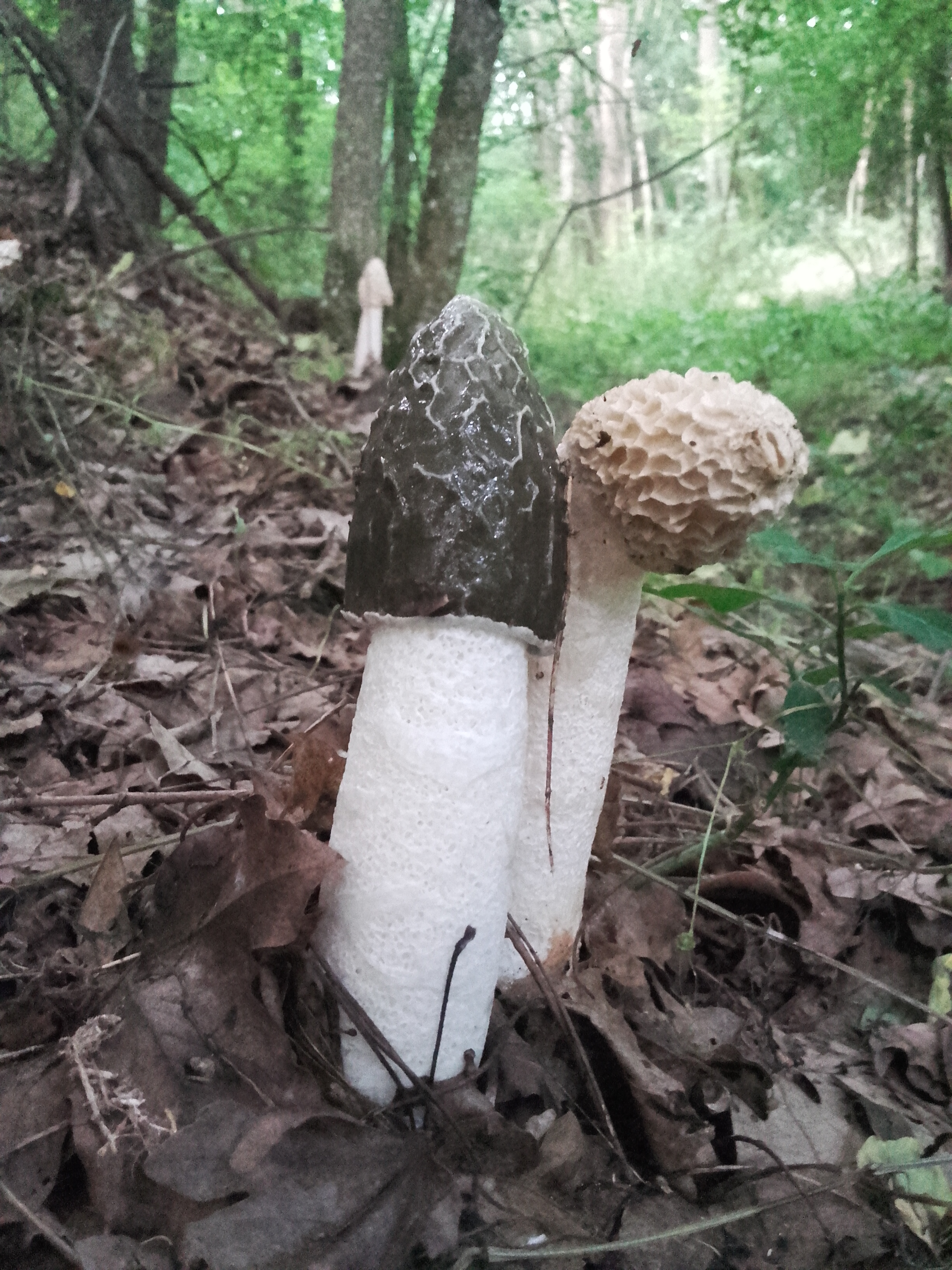
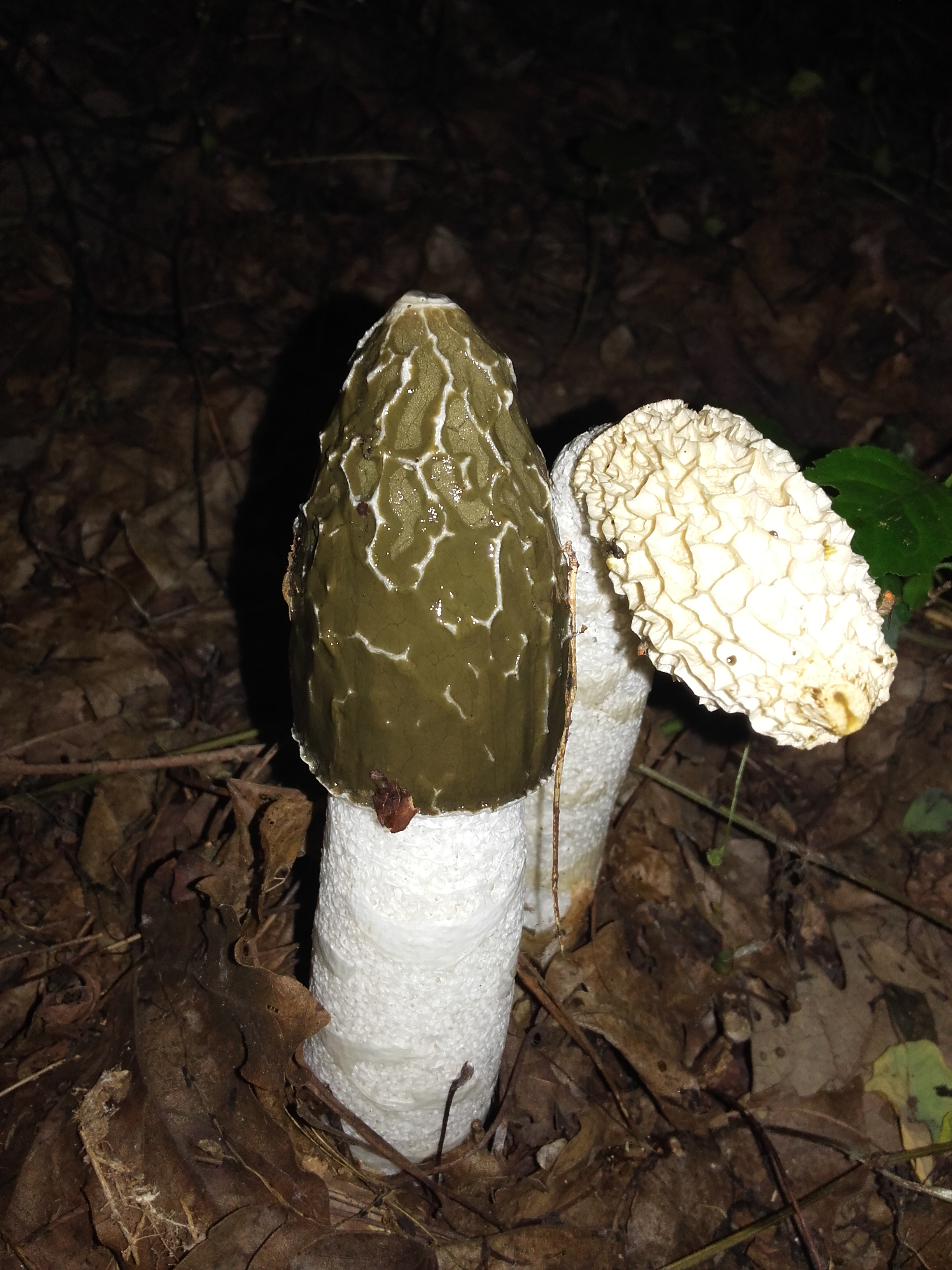